# Trialismo
In filosofia, il trialismo è una nozione ripresa dal filosofo inglese John Cottingham come un'interpretazione alternativa del dualismo mente-corpo di Cartesio. Il trialismo mantiene le due sostanze di mente (o res cogitans) e corpo (o res extensa o estensione), ma introduce una terza sostanza, la sensazione, che appartiene all'unione di mente e corpo. Ciò consente agli animali, che non pensano come gli umani, di essere considerati come dotati di sensazioni e non come semplici automi e di evitare il riduzionismo proprio di questa tesi.

## Contesto
Cottingham introdusse il trialismo dopo aver affermato che la concezione cartesiana della sensazione e dell'immaginazione metteva duramente in crisi il dualismo ufficiale fra mente e corpo. Sempre fornendo citazioni puntuali di Cartesio, asserì che negli scritti cartesiani sulla psicologia umana emerge un raggruppamento di non due nozioni, bensì di tre: mente, corpo, sensazione. Da qui coniò il termine trialismo. Secondo Cottingham, Descartes aggiunse la terza categoria o nozione "accanto al pensiero e all'estensione senza procedere a reificarlo come sostanza separata".
Pensatori come Daniel Garber e Tad Schmaltz lo hanno sostenuto citando una lettera nella corrispondenza tra Descartes e la principessa Elisabetta di Boemia, che il trialismo indicava che Cartesio aveva superato la visione dualistica.

## Trialismo cristiano
Il trialismo cristiano è la dottrina secondo cui gli esseri umani possiedono tre essenze distinte: corpo, anima e spirito. La dottrina si basa su un'interpretazione letterale di 1 Tessalonicesi 5:23: "Il Dio della pace vi santifichi fino alla perfezione, e tutto quello che è vostro, spirito [πνεῦμα, trasl. pneuma], anima [ψυχὴ, trasl. psychē] e corpo, si conservi irreprensibile per la venuta del Signore nostro Gesù Cristo". Come si vede, il testo greco originale impiega due termini distinti per indicare l'anima e lo spirito.
Questa dottrina ritiene che l'anima sia il punto di congiunzione intermedio tra il corpo e lo spirito, tesi che la rende grosso modo compatibile con il trialismo filosofico cartesiano. L'anima è il soggetto che riceve tutte le sensazioni ed è tota in toto corpore (interamente contenuta in ogni più piccola parte del corpo) e quindi non localizzabile in nessun organo di senso particolare.
Il telepresentatore Kenneth Copeland, associato al Movimento carismatico, fu criticato da Hank Hanegraff per aver esteso il trialismo a ciascuna delle tre divine Persone della Ss.ma Trinità, affermando quindi che Dio era caratterizzato da un totale di nove essenze.
Tuttavia, lo Spirito Santo non possiede le essenze del corpo e dell'anima, essendo incorporeo; esso è lo spirito comune di Dio Padre e di Dio Figlio. Inoltre, secondo il dogma cristiano, Dio Figlio avrebbe ricevette un'anima razionale a seguito dell'Incarnazione nel grembo della Vergine Maria. In questo schema, quindi, le essenze divine sarebbero quattro: Corpo di Dio Padre, Corpo e Anima di Dio Figlio, Spirito Santo Dio.